# エッフィンガム (重巡洋艦)
|          |                                   |
| 艦歴     |                                   |
| 発注     |                                   |
| 起工     | 1917年4月6日                      |
| 進水     | 1921年6月8日                      |
| 就役     | 1925年7月2日                      |
| 退役     |                                   |
| その後   | 1940年5月18日、事故により海没処分 |
| 除籍     |                                   |
| 性能諸元 |                                   |
| 排水量   | 基準：9,750トン、満載 12,190トン  |
| 全長     | 605フィート                       |
| 全幅     | 65フィート                        |
| 吃水     | 20.5フィート                      |
| 機関     | 蒸気タービン4軸 60,000hp          |
| 最大速   | 30ノット                          |
| 航続距離 | 5,400海里（巡航速度：14ノット）   |
| 乗員     |                                   |
| 兵装     | 7.5インチ砲4門 12ポンド砲6門      |
| 搭載機   | 8機                               |

エッフィンガム (HMS Effingham, D98) は、1921年進水のイギリス海軍の巡洋艦。ホーキンス級。

## 艦歴
1917年4月6日起工。1921年6月8日進水。1925年7月2日竣工。
第二次世界大戦開始後は、大西洋で哨戒や船団護衛に従事。1939年11月には200万ポンドの金をイギリスからカナダまで輸送した。
1940年4月からはノルウェーの戦いに参加。ナルヴィク砲撃やその周辺への上陸支援などを行った。1940年5月18日、ボードーへの増援部隊輸送中に座礁。離礁できず、駆逐艦により破壊された。